# Ironman Gdynia
Der Ironman Gdynia ist ein von 2021 bis 2023 ausgetragener Triathlon in Gdynia (Polen) über die Ironman-Distanz (3,86 km Schwimmen, 180,2 km Radfahren und 42,195 km Laufen).

## Organisation
Der „Ironman Gdynia“ ist Teil der Ironman-Weltserie der World Triathlon Corporation (WTC), einem Tochterunternehmen des US-amerikanischen Medienunternehmens Advance Publications. Gdynia ist eine Stadt in Polen. Parallel wird hier seit 2015 auf der Triathlon-Mitteldistanz auch der Ironman 70.3 Gdynia ausgetragen.

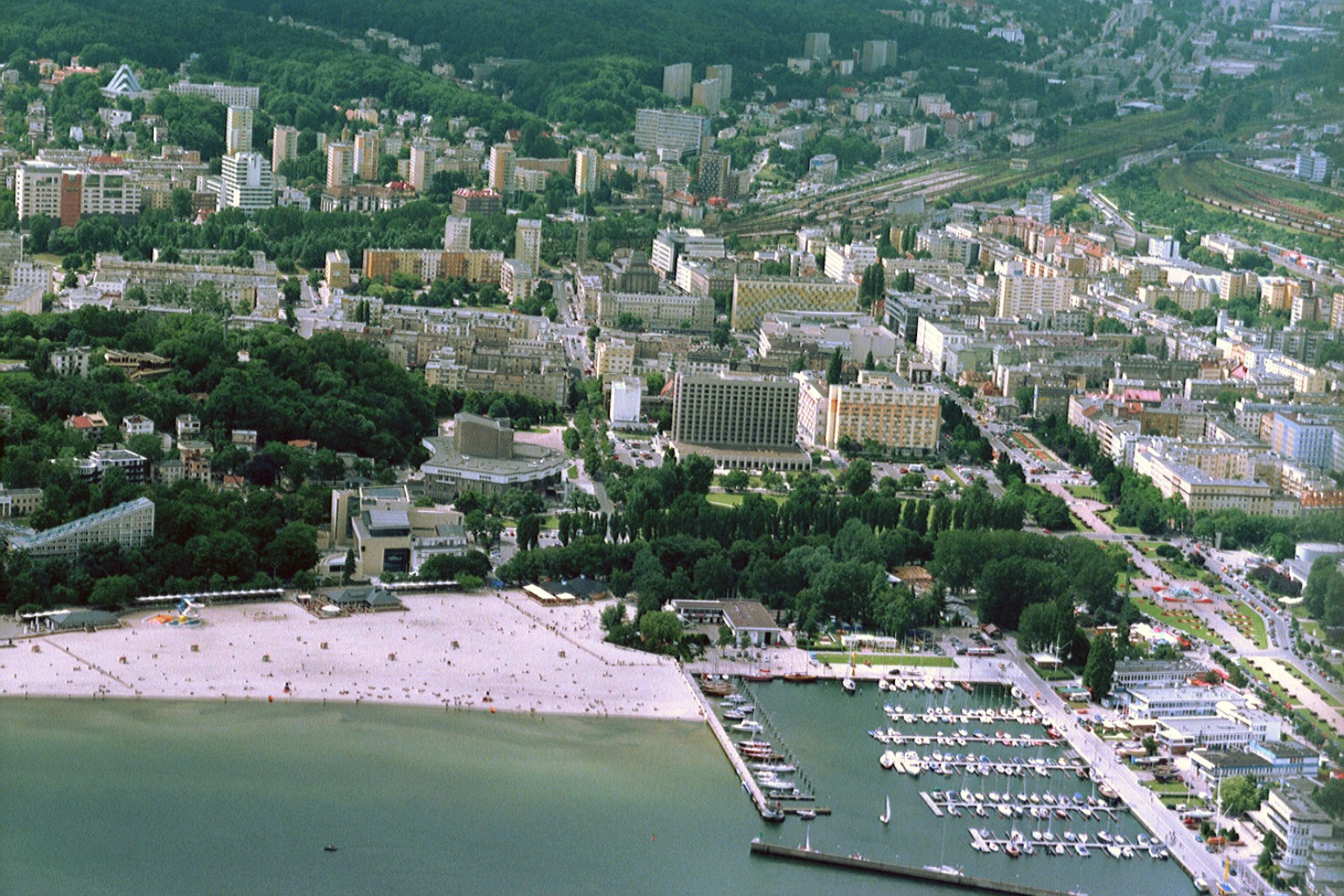
Gdynia (2007)

Amateure hatten hier die Möglichkeit, sich für den Erwerb eines Startplatzes beim Ironman Hawaii zu qualifizieren, wozu 75 Qualifikationsplätze zur Verfügung stehen. Profi-Triathleten, die hier um die 40.000 US-Dollar Preisgeld kämpften, konnten sich für den mit insgesamt 650.000 US-Dollar ausgeschriebenen Wettkampf in Hawaii über das Kona Pro Ranking System (KPR) qualifizieren. In Gdynia erhielten Siegerin und Sieger je 2000 Punkte, weitere Platzierte eine entsprechend reduzierte Punktzahl.

Zum Vergleich: Der Sieger auf Hawaii erhält 8000 Punkte, die Sieger in Frankfurt, Texas, Florianópolis, Cairns und Port Elizabeth jeweils 4000, bei den übrigen Ironman-Rennen entweder 1000 oder 2000 Punkte.
Das Rennen wurde erstmals am 8. August 2021 ausgetragen und am 6. August 2023 war hier die dritte und vorläufig letzte Austragung. Für 2024 wurde keine Austragung mehr angekündigt.

## Siegerliste
| Datum        | Männer                 | Männer           | Männer          | Frauen                | Frauen              | Frauen        |
| Datum        | Erster Platz           | Zweiter Platz    | Dritter Platz   | Erster Platz          | Zweiter Platz       | Dritter Platz |
| ------------ | ---------------------- | ---------------- | --------------- | --------------------- | ------------------- | ------------- |
| 6. Aug. 2023 | Leon Kriszeleit (SR)   | Mateusz Filipiak | Robert Budaj    | Ingrid Lanthaler (SR) | Kristel Polet       | Fanny Belais  |
| 7. Aug. 2022 | Joakim Frisk           | Maciej Ogrodnik  | Mark Tomlinson  | Annick De Pooter      | Johanna Novak       | Anja Dziadek  |
| 8. Aug. 2021 | Christopher Pietruczuk | Victor Lemasson  | Christian Haupt | Olena Zhushman        | Aleksandra Sienicka | Julita Sikora |

(SR: Streckenrekord)